# Laguna del Hinojo Grande
La laguna Hinojo Grande es una laguna ubicada en el partido de Trenque Lauquen en la provincia de Buenos Aires, Argentina. Cubre aproximadamente 9000 hectáreas, tiene una profundidad media de 5 metros y está a 86 metros sobre el nivel del mar. La laguna está a 420 kilómetros al oeste de la ciudad de Buenos Aires.
Su principal atractivo es la pesca deportiva, en especial la pesca del pejerrey. Cuenta con 3 zonas de acampada, situadas en los kilómetros 421, 427 y 436 de la Ruta Nacional 5. Se originó a causa de las grandes inundaciones del año 1987 y actualmente cuenta con un caudal normal, alimentándose del río Quinto. Forma parte del sistema lacustre Las Tunas, donde también se encuentran las lagunas Las Tunas Grandes, de aproximadamente 27.000 hectáreas de extensión; Las Tunas del Medio, con aproximadamente 4.000 hectáreas; Las Tunas Chicas, con aproximadamente 5.000 hectáreas; Las Gaviotas, con aproximadamente 2.000 hectáreas; y El Hinojo Chico, con aproximadamente 1.000 hectáreas. Durante las inundaciones de los años 2002 y 2003, todas estas lagunas se unieron, formando un solo espejo de agua.